# REACH OUT
《REACH OUT》은 대한민국의 3인조 걸 그룹 가수 《S.E.S.》가 일본에서 발매한 첫 번째 정규 음반이다.

## 설명
- 오리콘 주간차트에서 최고순위 50위, 판매량은 10,290장을 기록했다.
- 대만 삼립 텔레비전 HITS CHART(동양권 부문)에서 11주간 1위를 및 1999년 연간 차트 1위를 기록했다.

## 트랙 리스트
1. (愛)という名の誇り
  - 작사: 요시키 마리코 / 작곡: 시마노 사토시 / 편곡: 시마노 사토시
2. LIKE A SHOOTING STAR 
  - 작사: 시마노 사토시 / 작곡: 시마노 사토시 / 편곡: 시마노 사토시
3. 夢をかさねて 
  - 작사: 시마노 사토시 / 작곡: 시마노 사토시 / 편곡: 시마노 사토시
4. Believe in Love
  - 작사: 이와사토 유호 / 작곡: 시마노 사토시 / 편곡: 시마노 사토시
5. Sweetyハミング 
  - 작사: MIYUI / 작곡: 와타나베 젠타로 / 편곡: 와타나베 젠타로
  - 슈의 솔로곡이다.
6. 時の雨  
  - 작사: 시마노 사토시 / 작곡: 시마노 사토시 / 편곡: 시마노 사토시
  - 유진의 솔로곡이다.
7. Seachin' for my love
  - 작사: 이와사토 유호 / 작곡: 타케후미 하케타 / 편곡: 타케후미 하케타
  - 바다의 솔로곡이다.
8. めぐりあう世界 
  - 작사: 시마노 사토시 / 작곡: 시마노 사토시 / 편곡: 시마노 사토시
9. Little Bird
  - 작사: 모리 히로미 / 작곡: 오구라 료 / 편곡: 도리야마 유지
10. Dreams Come True
  - 작사: 바다 / 작곡: Risto Asikainen, 유영진 / 편곡: Risto Asikainen
  - 한국 2집 앨범 《Sea & Eugene & Shoo》의 타이틀곡을 한국어 버전 그대로 수록했다.